# فدجة
فُدجَة أو فُدجَا أو فُوجة أو فُوجَا أو (نقحرة: فودجا) (بالإيطالية: Foggia)‏، هي مدينة إيطالية وعاصمة مقاطعة فُدجة بإقليم بولية جنوبي البلاد، سكانها 153.665 نسمة.
مقر لأسقفية فُدجة بوفينو وجامعة فُدجة، وهي ثالثة كبرى مدن الإقليم، والرابعة والعشرين على الصعيد الوطني.

## السكان
في سنة 1861 بلغ عدد السكان 31٬562 نسمة، وتطور العدد ليصل في سنة 2011 لـ 147٬036 نسمة.
يظهر هذا المخطط البياني تطور النمو السكاني لـ فُدجة

## التاريخ

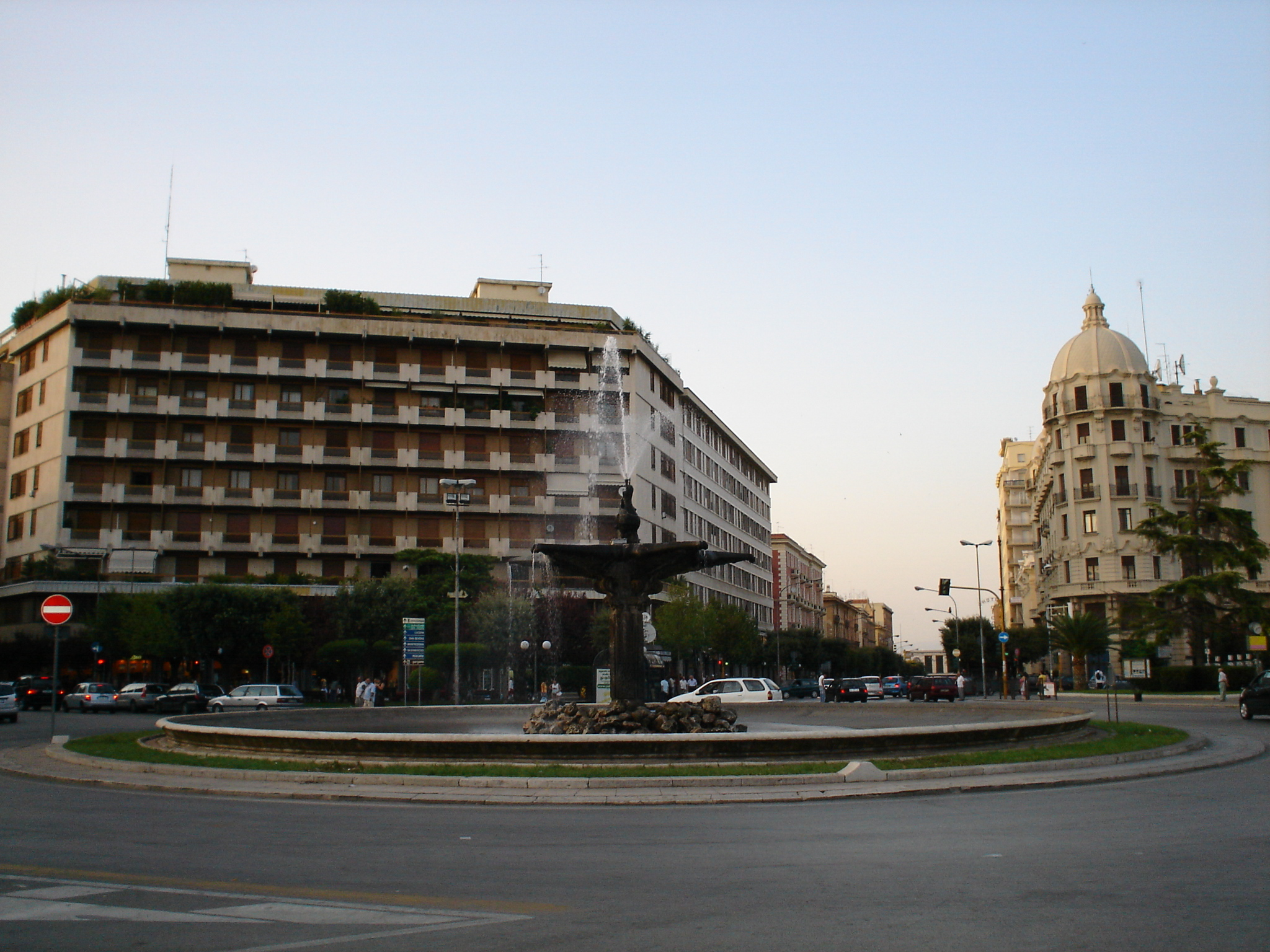
ساحة كافور

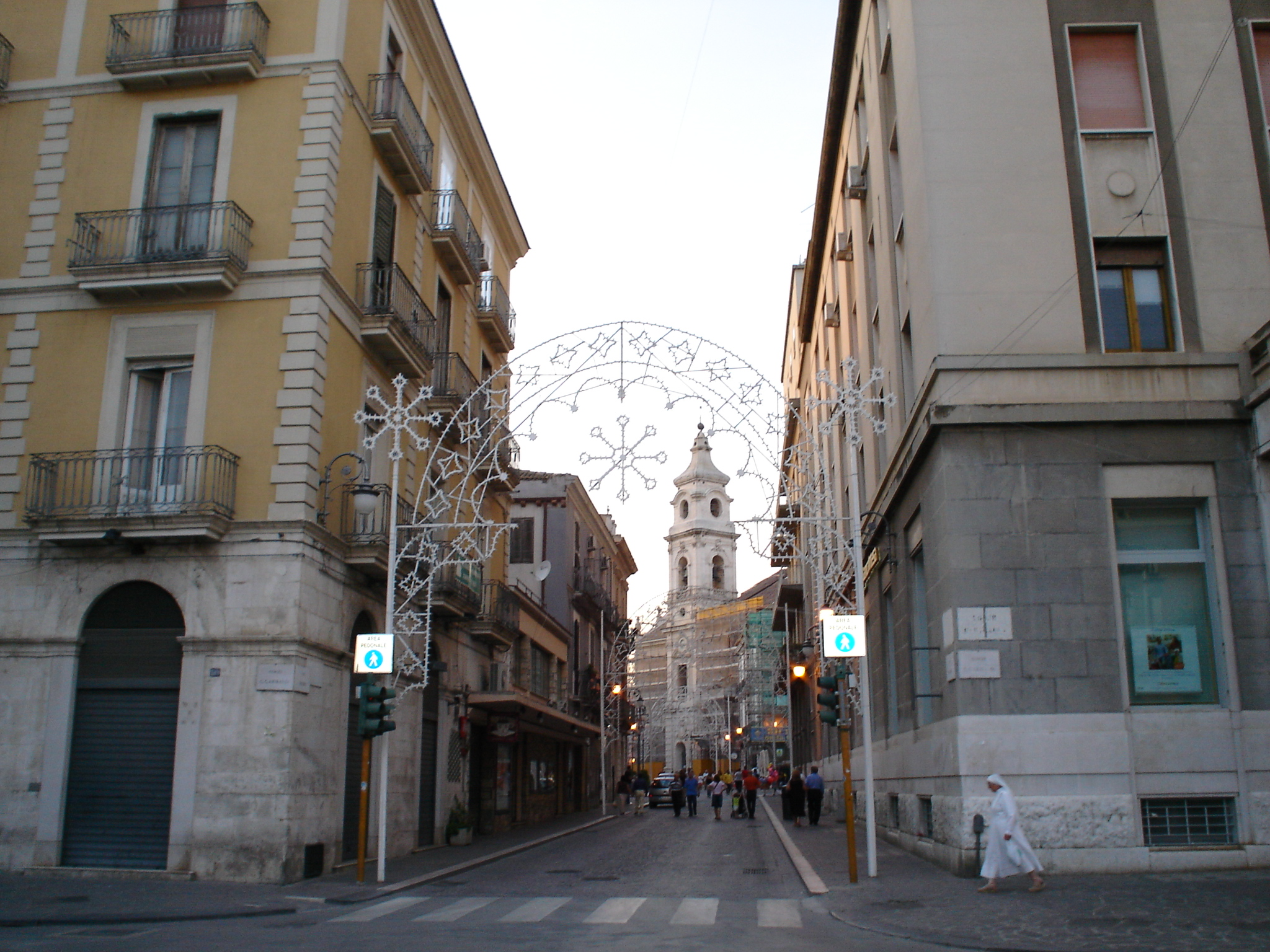
كاتدرائية فُدجة

يرجع أصل اسمها لكلمة fovea اللاتينية بمعنى «حفرة». ورغم استطان المنطقة منذ العصر الحجري الحديث ووجود مستعمرة إغريقية اسمها أرغوس هيبيوم بالقرب منها، فإن أول وثيقة تدل على وجود المدينة الحديثة تعود للعام 1000 : وحسب الأسطورة، وجد المستوطنون الأوائل وهم فلاحون لوحة تصور السيدة مريم في في مستنقع مشتعلة بثلاثة شعلات (مـُثـّلت في شعار المدينة).
كانت المنطقة مستنقعية وغير صحية، جـُففت جزئياً في عهد الكونت النورماني روبيرتو الغويسكاردو، والذي قام بتعزيز نمو المدينة الاقتصادي والاجتماعي. كانت المدينة مقر هنري كونت مونتي سانتانجلو خلال العشرين سنة الأخيرة من القرن الحادي عشر. وبنى غولييلمو الثاني ملك صقلية كاتدرائية هنا في القرن الثاني عشر، وكذلك وسع المدينة.
بني فريدريك الثاني قصراً في فُدجة عام 1223، غالباً ما أقام فيه. كما كانت مقر بلاطه وجامعته التي ضمت علماء من أمثال الرياضي ميكيلي سكوتو، ولكن لم يبق منها الآن سوى القليل.
بني ألفونسو الخامس ملك اراغون فيها قصرا جمركياً عام 1447 لتحصيل الضريبة من مربي الأغنام المحليين، ولكن هذا سبب تراجع الاقتصاد المحلي وتدمير الأرض تدريجياً، التي عادت لتكون مستنقعية مرة أخرى.
أصاب فُدجة الزلزال في عام 1456، وعاود ضربها أعوام 1534، 1627 و1731، وقد دمـّر الأخير أكثر من ثلث المدينة. روج آل بوربون بعض النمو الاقتصادى بدعم زراعة الحبوب في منطقة كابيتاناتا وإعادة بناء جزء كبير من المدينة.
في القرن التاسع عشر، شيدت في فُدجة محطة للسكك الحديدية ومعالم عمومية هامة. كما شارك أبناءها أيضاً بالحركة التي قادت للانضمام لإيطاليا في عام 1861.
بحلول عام 1865، حدث التحول الحاسم من تقاليد رعي الأغنام لصالح الاقتصاد الزراعي. حُـلـّت المشكلة التاريخية والمتمثلة بقلة الموارد المائية بإنشاء قناة بوليا عام 1924، وكانت فُدجة آنذاك بالفعل محوراً هاماً بين شمال إيطاليا وجنوبها.
و هو الدور الذي دفع الحلفاء لقصفها خلال الحرب العالمية الثانية، ولا سيما في 22 يوليو و19 أغسطس 1943، فتحولت إلى ركام. وفي الأول من أكتوبر استولى الحلفاء على فُدجة، جاعلين إيـّاها معقلاً لهجومهم البطيء نحو شمال شبه الجزيرة. وفي عامي 1959 و2006، استلمت فُدجة على التوالي، الميدالية الذهبية المدنية والعسكرية تثميناً لدورها في الحرب العالمية الثانية.

## أهم المعالم
- كاتدرائية سانتا ماريا دي فوفيا (Santa Maria de Fovea).
- القصر الجمركي (Palazzo Dogana)، المقر التاريخي لضرائب الأغنام.
- كنيسة الصلبان (Chiesa delle croci).
- الأقواس الثلاثة.
- قوس فيديريكو الثاني (Arco di Federico II).
- حديقة باسو دي كوفو الأثرية.

## الاقتصاد
رغم تراجع أهميته نسبياً عما كان سابقاً، يظل القطاع الزراعي دعامة اقتصاد فُدجة الأساسية، لدرجة أن منطقتها لـُقبت بمخرن قمح إيطاليا.
معظم الصناعات القليلة المتواجدة مكرسة في التجهيز الغذائي، كما أن الحرف اليدوية نشطة ومتطورة.

## فودجيون
- رينزو أربوري، مقدم تلفزيوني وموسيقي.
- أومبيرتو جوردانو، ملحن، سميت باسمه ساحة المدينة تكريماً له.
- ماورو دي ماورو، صحافي اغتالته المافيا.
- توني سليديني، ساحر عالمي.